# Sithurajapuram
Sithurajapuram é uma panchayat (vila) no distrito de Virudhunagar, no estado indiano de Tamil Nadu.

## Demografia
Segundo o censo de 2001, Sithurajapuram tinha uma população de 12 933 habitantes. Os indivíduos do sexo masculino constituem 50% da população e os do sexo feminino 50%. Sithurajapuram tem uma taxa de literacia de 73%, superior à média nacional de 59.5%: a literacia no sexo masculino é de 79% e no sexo feminino é de 66%. Em Sithurajapuram, 11% da população está abaixo dos 6 anos de idade.